# عظام إسفينية

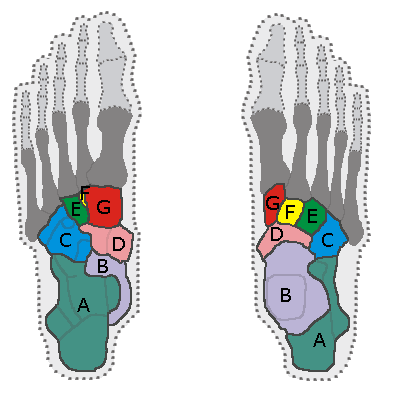
عظام الرصغ.
الرسم إلى اليمين نظرة من أعلى القدم، والرسم إلى اليسار نظرة من أسفل القدم :
A- عظم العقب (Calcaneus).
B- عظم الكاحل (Talus bone).
C- العظم النردي (Cuboid bone).
D- العظم الزورقي (Navicular bone).
E- عظم إسفيني وحشي (Lateral cuneiform bone).
F- عظم إسفيني أوسط (Intermediate cuneiform bone).
G- عظم إسفيني إنسي (Medial cuneiform bone).
- العظام المبيّنة باللون الرمادي الداكن (الغامق) هي عظام مشط القدم (Metatarsal bones).
- العظام المبيّنة باللون الرمادي الفاتح هي سُّلاَمَيات القدم (Phalanges of the foot).

العظام الإسفينية (بالإنجليزية: Cuneiform)‏ أو العظام الوتدية هي عبارة عن ثلاثة عظام صغيرة موجودة في قدم الإنسان، وهي:
1. العظم الإسفيني الوحشي
2. العظم الإسفيني الأوسط
3. العظم الإسفيني الإنسي

تتمفصل هذه العظام الثلاثة بمفاصل مع العظام المجاورة، ففي الأمام تتمفصل العظام الإسفينية مع العظام الأولى والثانية والثالثة لمشط القدم، بينما تتمفصل في الخلف مع العظم الزورقي، وفي الإنسي مع العظم النردي.

## صور إضافية

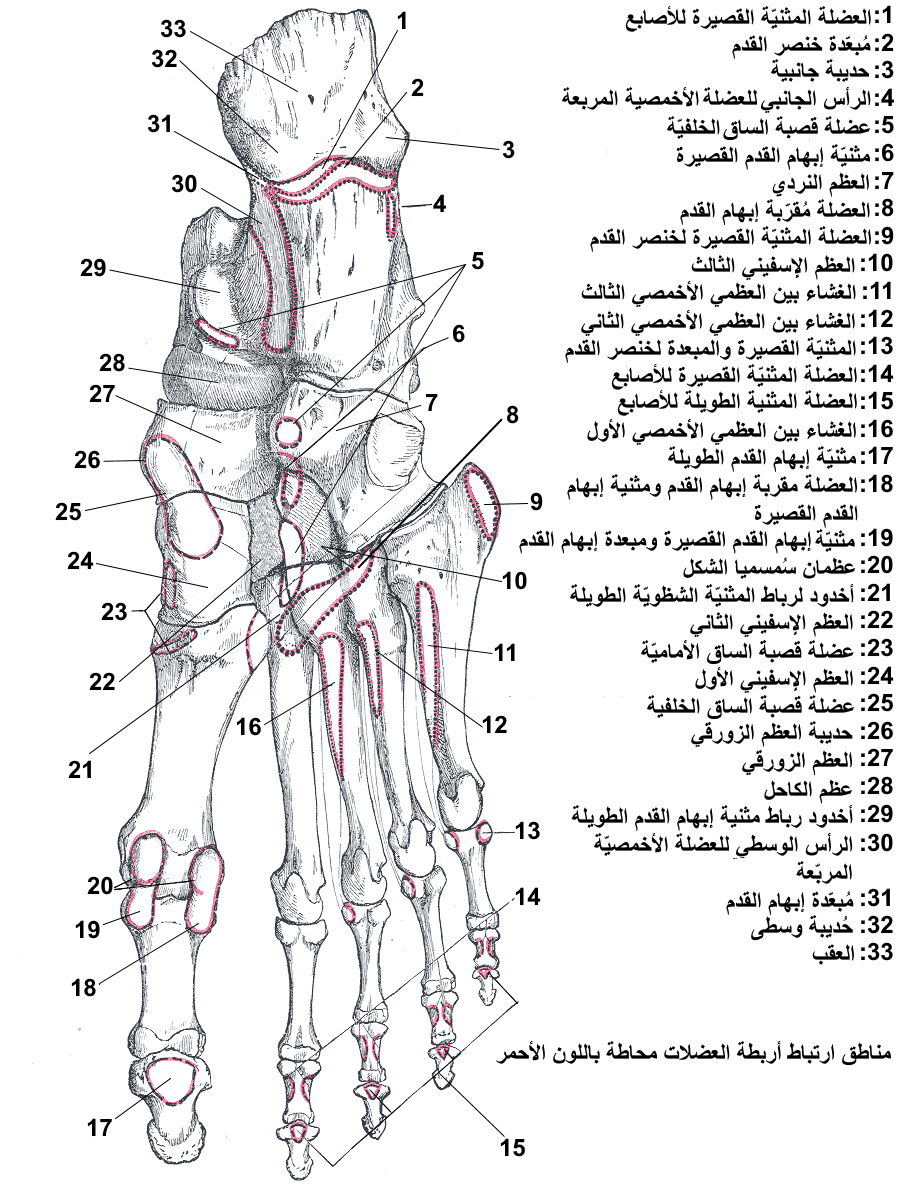
Skeleton of foot. Medial aspect.
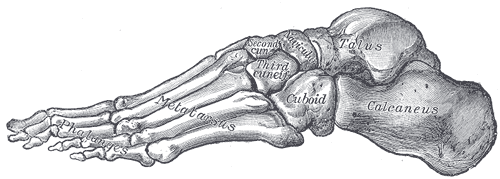
Skeleton of foot. Lateral aspect.
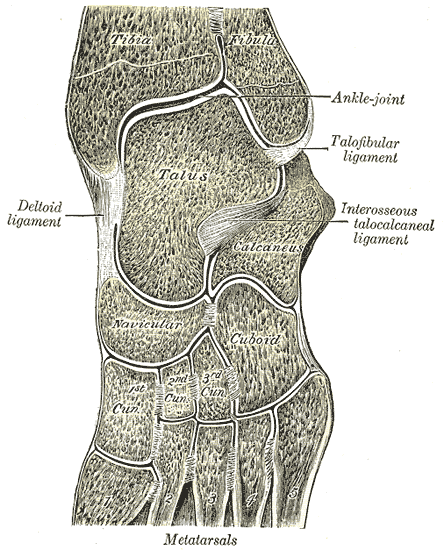
Oblique section of left intertarsal and tarsometatarsal articulations, showing the synovial cavities.
Bones of foot